# فانتوم (فیلم ۱۹۳۱)
«فانتوم» (انگلیسی: The Phantom) فیلمی در ژانر ترسناک به کارگردانی آلن جیمز است که در سال ۱۹۳۱ منتشر شد.